# Aradus duzeei
Aradus duzeei är en insektsart som beskrevs av Ernst Evald Bergroth 1892. Aradus duzeei ingår i släktet Aradus och familjen barkskinnbaggar. Inga underarter finns listade i Catalogue of Life.